# Czormoz
Czormoz – miasto w Rosji, w Kraju Permskim. W 2010 roku liczyło 3861 mieszkańców.